# Doina Robu
Doina Ciucanu-Robu, née le 22 juillet 1967 à Piatra Neamț (Roumanie), est une ancienne rameuse roumaine. Elle est médaillée de bronze aux Jeux de 1988 et d'argent à ceux de 1992.

## Carrière
Pour ses premier Jeux en 1988, Doina Robu remporte une médaille de bronze en quatre de pointe. Après une septième place en deux sans barreur, elle remporte une médaille d'argent sur le huit aux Jeux de 1992.

## Palmarès

### Jeux olympiques
- Jeux olympiques d'été de 1992 à Barcelone ( Espagne) :
  -  médaille d'argent en huit
- Jeux olympiques d'été de 1988 à Séoul ( Corée du Sud) :
  -  médaille de bronze en quatre de pointe

### Championnats du monde
- Championnats du monde d'aviron 1993 à Roudnice ( République tchèque) :
  -  médaille d'or en huit
- Championnats du monde d'aviron 1991 à Vienne ( Autriche) :
  -  médaille de bronze en huit
- Championnats du monde d'aviron 1990 au Lac Barrington ( Australie) :
  -  médaille d'or en huit
  -  médaille d'or en quatre sans barreur
- Championnats du monde d'aviron 1986 à Nottingham ( Royaume-Uni) :
  -  médaille d'argent en quatre de couple

### Universiade
- Universiade d'été de 1987 à Zagreb ( Yougoslavie) :
  -  médaille d'or en quatre de couple

## Vie privée
Elle est la femme du rameur Valentin Robu.